# It Happened at the World's Fair (musikalbum)
It Happened at the World's Fair är det sjätte soundtrackalbumet och det sjuttonde albumet totalt av den amerikanske sångaren och musikern Elvis Presley. Det gavs ut av RCA Victor i såväl mono som stereo (LPM/LSP 2697) i april 1963. Albumet är soundtracket till filmen från 1963 med samma namn, i vilken Elvis Presley spelade huvudrollen. Inspelningarna ägde rum på Radio Recorders i Hollywood den 30 augusti och den 22 september 1962.
Från albumet släpptes "One Broken Heart for Sale" på singel tillsammans med "They Remind Me Too Much of You". Den nådde 11:e plats på Billboards singellista i USA med en försäljning på över en halv miljon exemplar. Det var den sämst placerade singeln med nytt material från Elvis Presley i USA sedan han började spela in för RCA 1956.
I USA nådde albumet fjärde plats på Billboards albumlista, och sjunde plats på den konkurrerande Cashbox-listan. I Storbritannien hamnade albumet som bäst på plats fyra på UK Albums Chart. Den initiala försäljningen i USA uppgick till knappt 300 000 exemplar.

## Bakgrund

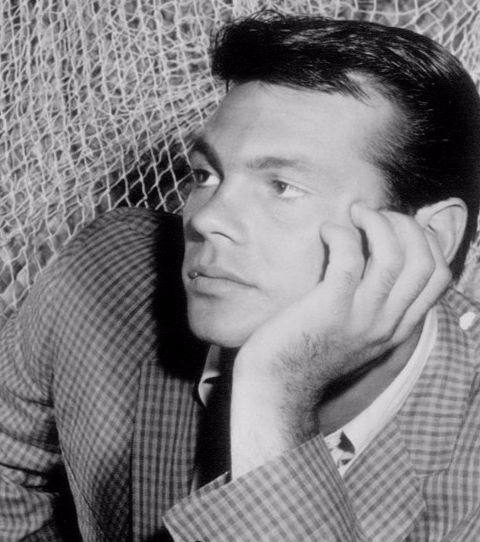
Gary Lockwood (1962), som spelade mot Elvis Presley i "It Happened at the World's Fair".

"It Happened at the World's Fair" var en musikalisk romantisk komedi som utkom i april 1963, med Elvis Presley i huvudrollen, mot Joan O'Brien och Gary Lockwood. Filmbolaget 20th Century Fox hade efter de mindre framgångsrika filmerna Flaming Star och Wild in the Country, valt att inte förlänga sitt samarbete med Elvis Presley. Samtidigt hade också The Mirisch Company valt att förhandla om sitt avtal gällande fyra filmer till endast två: Follow That Dream och Kid Galahad. Det gällande avtalet med Paramount Pictures, med filmerna G.I. Blues och Blue Hawaii samt den kommande Girls! Girls! Girls!, tillät Elvis att spela in en film om året för ett annat bolag. Hans manager, Tom Parker, lät därför med stöd av den enorma framgången för Blue Hawaii förhandla fram ett nytt avtal med MGM om fyra nya filmer under fyra år.
Elvis hade tidigare, redan 1957, spelat in Jailhouse Rock för bolaget. Den nya filmen, vars ursprungliga titel var Take Me to the Fair, var dock utformad enligt den numera framgångsrika modellen av en lättsam historia med ett familjetema och fylld med många sånger, för att tilltala en bred publik. Vad gällde skivutgivningen, hade Elvis Presleys försäljningssiffror och placeringar på topplistorna börjat svikta under slutet av 1962.

## Inspelningarna och albumet

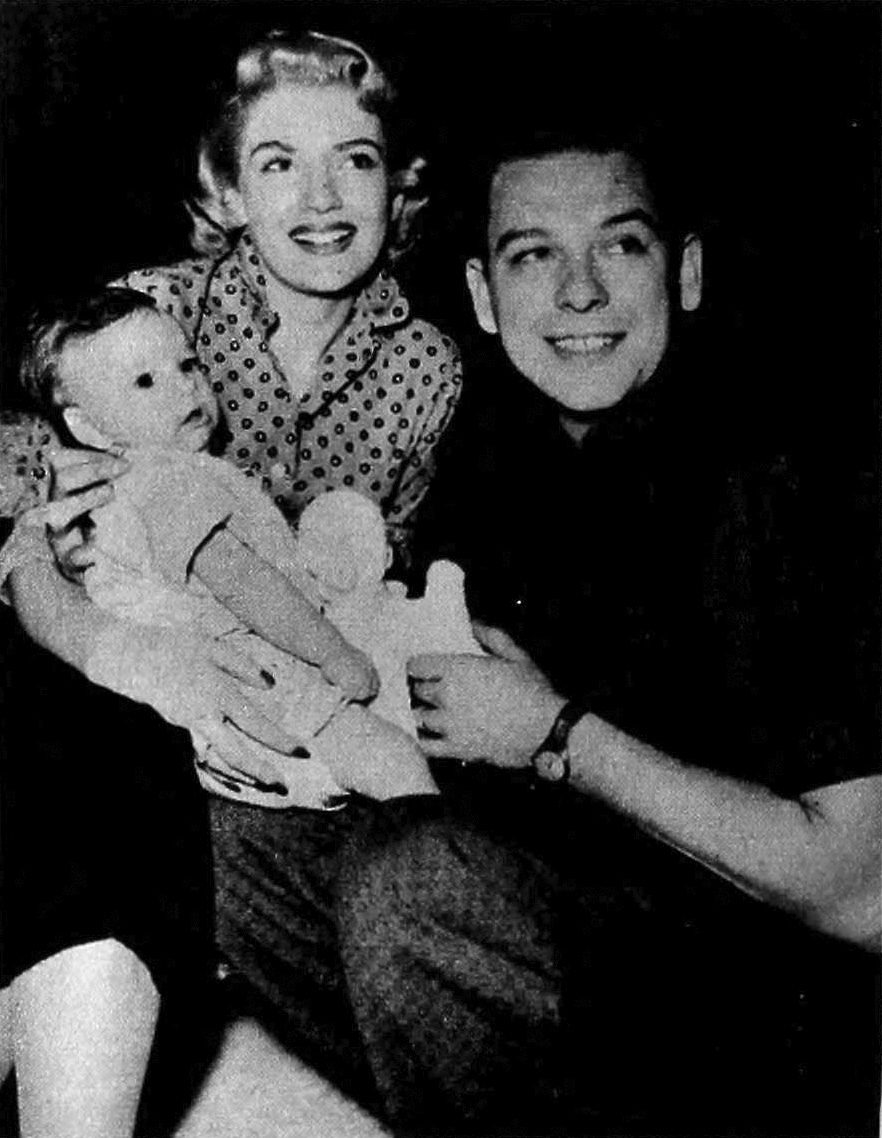
Joan O'Brien och Billy Strange i mitten av 1950-talet. O'Brien spelade mot Elvis Presley i It Happened at the World's Fair, medan Strange medverkade som gitarrist vid inspelningen av filmens soundtrack.

Inspelningarna till filmens soundtrack bokades in på Radio Recorders studio B i Hollywood i Kalifornien den 28 och 29 augusti 1962. Elvis föredrog att spela in med de musiker som utgjorde hans kärntrupp. Men till denna session hade enbart gitarristen Scotty Moore, trummisen D. J. Fontana och medlemmarna i sånggruppen The Jordanaires flugits in, sannolikt för att hålla kostnaderna nere. Utöver dessa hade man anlitat de lokala musikerna "Tiny" Timbrell och Billy Strange på gitarr, Ray Siegel på bas, Frank Carlson på trummor, Clifford Scott på saxofon och klarinett samt Dudley Brooks på piano och orgel. Normalt brukade inga låtskrivare vara närvarande vid inspelningarna, men denna gång var den erfarne Hill & Range-låtskrivaren Ben Weisman inbjuden och likaså Don Robertson. Den senare hade blivit en personlig vän till Elvis, som högt skattade hans låtskrivarförmåga, och inbjudits för att delta som studiomusiker under inspelningen, där han skulle alternera med Dudley Brooks på orgel och piano.
Elvis anlände dock till Los Angeles med en förkylning. Det innebar att inspelningen måste skjutas upp i två dagar till den 30 augusti, och även då var han inte fullt kurant. Under inspelningen hanns bara med slutlåten "Happy Ending", som dess upphovsman Ben Weisman hjälpte till att arrangera, och "Relax"; troligen gjordes också ett misslyckat försök att spela in "Take Me to the Fair" (vilken av låtarna med detta namn det rör sig om är dock inte fastslaget). Elvis förkylning innebar att han hade svårt att sjunga och man fick avbryta inspelningarna efter några timmar. Eftersom filminspelningarna närmade sig, tvingades man skjuta upp inspelningen av resterande låtar till ett senare tillfälle, och en ny tid bokades till den 22 september. Vid det tillfället var dock The Jordanaires upptagna, varpå en lokal grupp vid namn The Mello Men anlitades i deras ställe.
MGM hade en helt annan inställning till inspelningen av filmmusiken än vad Elvis och hans team var vana vid. I stället för att spela in med naturlig akustik och lägga till eko direkt – som var brukligt i Nashville och under vanliga inspelningar på Radio Recorders – ville MGM ha ett klanglöst ljud utan någon rumsresonans alls. Inspelningarna skedde därför på tre separata monospår för sång, instrument och kör, anpassade för filmens ljudmix. Det gjorde det svårare att få till en fyllig, naturlig ljudbild, och när man senare försökte skapa stereoversioner av inspelningarna lät resultatet ofta platt och livlöst, särskilt i jämförelse med Elvis tidigare inspelningar.
Tio låtar spelades in till filmen, som kom att byta namn till "It Happened at the World's Fair", och alla tio togs med på soundtrackalbumet. Albumet hade en total speltid på bara tjugo minuter, och de mest betydande låtarna, "One Broken Heart for Sale" och "They Remind Me Too Much of You", hade redan släppts på singel. Albumet nådde fjärde plats på albumtopplistorna i både USA och Storbritannien.

## Komposition, stil och texter

### Radio Recorders, 30 augusti 1962

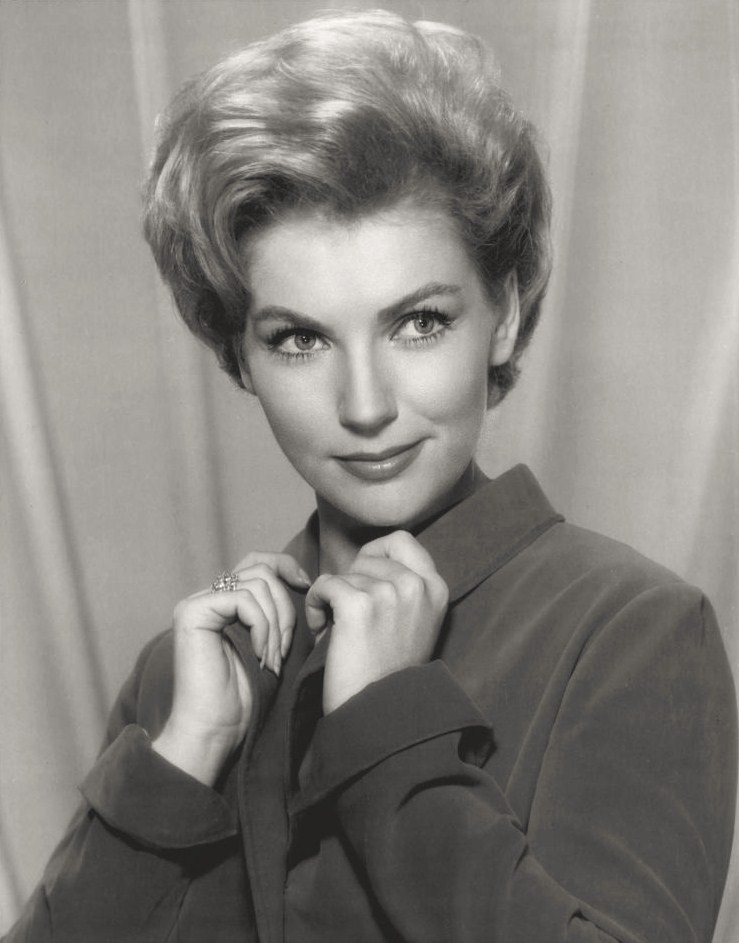
Joan O'Brien, här i It Happened at the World's Fair, där hon sjöng tillsammans med Elvis Presley på filmversionen av "Happy Ending".

"Happy Ending" skrevs under tidspress av Ben Weisman och Sid Wayne för filmens avslutningsscen. Det var den första låt som blev inspelad under det första inspelningspasset den 30 augusti 1962. I refrängen finns en antydan till gospelinfluenser. Shane Brown menar att Elvis röst här saknar den flexibilitet som annars kännetecknade hans inspelningar från samma period, och antar att det kan bero på efterverkningarna av den förkylning han drabbats av och som hade skjutit upp inspelningarna två dagar. Låten spelades också in i en filmversion i vilken även Joan O'Brien sjöng tillsammans med Elvis.

"Relax", skriven av Sid Tepper och Roy C. Bennett, har av flera beskrivits som ett försök att efterlikna "Fever". Elvis försökte också att framkalla den sensuella sångstil han använde två och ett halvt år tidigare, men texten är mindre subtil, och mycket av den finess som präglar "Fever" saknas här. Med en musik byggd på ytliga effekter och med en alltför uppenbar text för att vara sensuell, ansågs den av flera kritiker inte nå upp till sin förlaga.

### Radio Recorders, 22 september 1962
"I'm Falling in Love Tonight" var den första av två kärleksballader, skrivna av Don Robertson, som Elvis spelade in på morgonen den 22 september. Vid denna tid hade Robertson kommit att bli en av Elvis favoritlåtskrivare. Han var själv närvarande vid inspelningen och turades om med Dudley Brooks att spela piano och orgel. Elvis tog god tid på sig för att hitta rätt känsla i balladen och eftersträvade en vacker ljudbild. "I'm Falling in Love Tonight" utmärks av både Robertsons framträdande orgelspel och Elvis innerliga sånginsats.

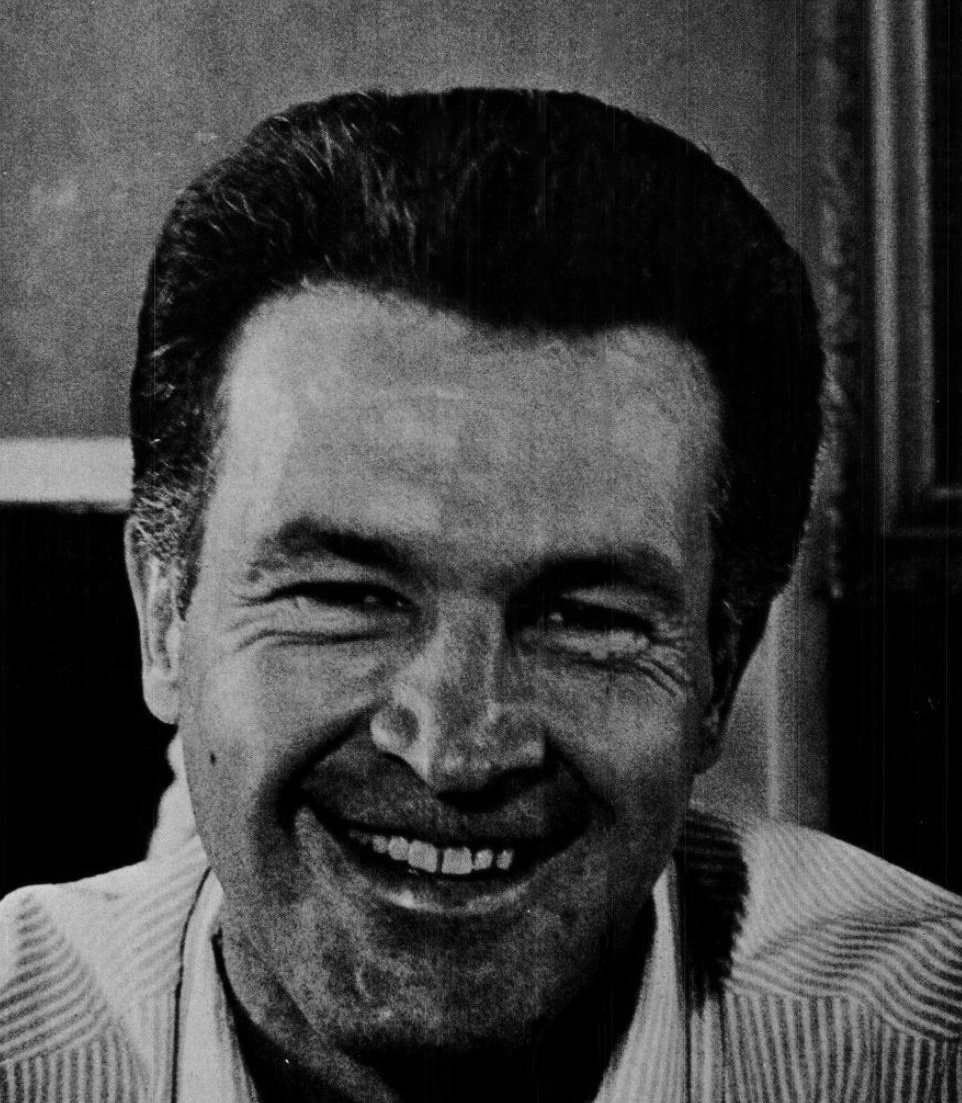
Don Robertson (1966), som skrev både "I'm Falling in Love Tonight" och "They Remind Me Too Much of You", och dessutom medverkade vid inspelningarna på piano och orgel.

"They Remind Me Too Much of You" var nästa ballad av Don Robertson att spelas in. Under repetitionen tyckte dock någon i kontrollrummet att melodin låg för nära "In the Chapel in the Moonlight", och låten var nära att kasseras. Att Robertson själv var på plats gjorde det möjligt för honom att försvara sitt verk. Han improviserade vid pianot, ändrade något i melodin och sjöng därefter den nya frasen direkt i Elvis öra. Ändringen bedömdes vara tillräcklig för att undvika plagiatanklagelser, och inspelningen kunde genomföras – med Robertson själv vid pianot.
Låten hade inte skrivits för den nya filmen, men kom på grund av sin kvalitet att skrivas in i handlingen. Elvis tolkning av kärleksballaden är öm, eftertänksam och lågmäld; han sjunger knappt högre än en viskning, men enligt Mike Eder ger han ändå varje fras omsorg och närvaro. Låten har mycket gemensamt med en annan Robertson-ballad, "Anything That's Part of You", som Elvis spelade in året innan. "They Remind Me Too Much of You" gavs ut som B-sida till singeln "One Broken Heart for Sale" och nådde plats 53 på den amerikanska singellistan.

"Cotton Candy Land" är en vaggvisa, skriven av Ruth Batchelor och Bob Roberts, som Elvis sjöng i filmen för att förmå ett barn att somna. Trots sin sockersöta text är det en ovanligt mörk och till och med kuslig vaggvisa. Elvis sjunger den med inlevelse och med viss kraft – särskilt i den inledande versen – och hela tolkningen präglas av en oroande underton.

"A World of Our Own" skrevs av Bill Giant, Bernie Baum och Florence Kaye. Det var en lättsam poplåt som låg nära Don Robertsons båda ballader i stil.

"How Would You Like to Be", skriven av Ben Raleigh och Mark Barkan, var albumets andra låt riktad till barn. Med en speltid på nästan tre och en halv minut var det också albumets överlägset längsta spår. Bortsett från ett tjugo sekunder långt rockparti som klämts in gjordes ingen ansträngning alls att få inspelningen att låta som vanlig popmusik. Elvis sjunger i stället om att "hoppa lite", "le lite" och "tralla lalla lalla la".
I november 1966 gavs "How Would You Like to Be" ut som B-sida till "If Every Day Was Like Christmas" på årets julsingel. Singeln tog sig inte in på listorna.

"One Broken Heart for Sale" skrevs av Otis Blackwell och Winfield Scott, vilkas "Return to Sender" från albumet Girls! Girls! Girls just var på väg att ges ut som singel. Det var en svängig, medryckande, upptempolåt i pop-rockstil. Elvis och musikerna framförde låten med kända sångmässiga och instrumentala knep, som att sjunga retfullt med ett morrande när varje textrad tonar ut, och låta sången sakta tona bort i slutet.
"One Broken Heart for Sale" gavs ut på singel tillsammans med "They Remind Me Too Much of You" som B-sida i januari 1963, innan albumet utkom. Den nådde 11:e plats på singellistan i USA och 12:e plats i Storbritannien. Därmed blev det den första reguljära singeln på RCA sedan Elvis skrev på för skivbolaget 1956 som inte nådde topp 10 i USA, och till och med den första som inte nådde topp 5. Trots att "One Broken Heart for Sale" innehåller många av de bästa kvaliteterna hos Elvis tidiga 60-talsinspelningar, är bristen på omsorg om låten den troliga orsaken till det relativa misslyckandet. Dess speltid var bara drygt en och en halv minut och ljudkvaliteten var platt och undermålig. Dessutom hade en längre om än något tamare version med en extra vers spelats in för att användas i filmen, så en version i normal längd fanns tillgänglig. Det gjordes dock bara dessa två fullständiga inspelningar av låten.

"Beyond the Bend" skrevs av Fred Wise, Ben Weisman och Dolores Fuller. Eftersom filmens titel hade ändrats till det något svårhanterliga It Happened at the World's Fair skrevs ingen titellåt med det namnet. I stället fick "Beyond the Bend" inleda filmen och spelas under förtexterna. Det var en pigg, munter och lättsam upptempolåt, som dock inte gjorde något bestående avtryck och aldrig övervägdes för singelutgivning.

"Take Me to the Fair" var från början tänkt som filmens titel, och tre låtar med detta namn togs fram. Elvis spelade in Sid Tepper och Roy C. Bennetts bidrag som sista låt den 22 september. Han hade förmodligen försökt att spela in den, eller troligare ett annat bidrag med samma namn, som första låt före inspelningen av "Happy Ending" den 30 augusti. I filmen sitter Elvis på ett lastbilsflak och sjunger låten för ett barn. Det är en konventionell låt, som ofta uppfattats som skriven främst för att fylla ett funktionellt syfte i filmen.

## Utgivning och marknadsföring

### Albumets placeringar
Albumet It Happened at the World's Fair utkom i april 1963. Det debuterade den 20 april 1963 på plats 90 på albumlistan The Billboard Top LP's i USA, som vid tiden omfattade 150 album. Den 25 maj 1963, efter sex veckor på listan, nådde albumet fjärde plats – dess högsta placering. Totalt låg albumet kvar på listan i 26 veckor.
På Cashbox noterades albumet första gången den 13 april 1963, då det gick in på plats 86 på tidningens bästsäljarlista för monoutgåvor, som då omfattade 100 album. Den 11 maj, efter fem veckor, nådde det sjunde plats på monolistan och sjätte på stereolistan – dess högsta noteringar. Totalt låg det 22 veckor på monolistan och 17 på stereolistan. I Storbritannien nådde albumet fjärde plats på UK Albums Chart den 24 maj 1963 och låg kvar på plats fyra under sju icke på varandra följande veckor. Totalt låg det 21 veckor på listan.

### Singelutgivningen
Den 29 januari 1963, drygt två månader innan albumet släpptes, gavs singeln "One Broken Heart for Sale" ut med "They Remind Me Too Much of You" som B-sida. Den nådde plats 11 på Billboard Hot 100 i USA – Elvis sämsta singelplacering på icke tidigare utgivet material fram till dess. B-sidan "They Remind Me Too Much of You" nådde plats 53 på Billboard. I Storbritannien nådde "One Broken Heart for Sale" plats 12 på UK Singles Chart. Singeln certifierades guld av RIAA för en försäljning av över en halv miljon exemplar i USA.

### Senare utgåvor av albumet
I februari 1993 utkom albumet på cd som en del av utgivningen Double Features: It Happened at the World's Fair / Fun in Acapulco. Denna version innehöll, utöver samtliga låtar från originalutgåvan från 1963, även filmversionen av "One Broken Heart for Sale". Därtill tillkom låtarna från albumet Fun in Acapulco, som också utkom 1963.
År 2003 gavs en utökad specialutgåva av albumet ut på samlaretiketten Follow That Dream. Denna innehöll utöver originalalbumets tio låtar också ett antal alternativa tagningar.

## Mottagande
Vid sin utgivning fick albumet relativt lite uppmärksamhet i pressen, och de få samtida recensioner som publicerades var i huvudsak återhållsamma. I Billboard Magazine förmodade man att det – i likhet med tidigare soundtrackalbum som GI Blues och Blue Hawaii – skulle bli en kommersiell framgång, men recensionen innehöll inga kvalitativa omdömen utan nämnde bara tre låtar som utmärkande: "They Remind Me Too Much of You", "A World of Our Own" och den storsäljande singeln "One Broken Heart for Sale". Cashbox Magazine var mer positivt och beskrev albumet som "ultrakommersiellt". Man skrev att Elvis lät mogen i sitt framförande av ballader och upptemponummer och framhöll särskilt "Relax", "They Remind Me Too Much of You" och "A World of Our Own".
Inte heller i senare recensioner har albumet fått något särskilt gott omdöme. Den amerikanske musikkritikern och musikjournalisten Stephen Thomas Erlewine, skrivande för Allmusic, konstaterade att albumet visserligen inte är särskilt dåligt, men att det saknar tydlig idé eller dragkraft – att låtarna mest går på tomgång och att Elvis, även om han levererar enligt förväntningarna, sällan verkar inspirerad. Erlewine beskrev albumet som välordnat, med en blandning av ballader, poplåtar och lättviktiga rocknummer, men menade att det ändå förblir blekt. De mest inspirerade inslagen ansåg han vara inledningslåten "Beyond the Bend" och "One Broken Heart for Sale".
Musikskribenten Paul Simpson gav albumet lägsta möjliga omdöme och menade att låtarna på det blott 20 minuter långa albumet höll en låg nivå. De bästa låtarna ansåg han vara Don Robertsons båda ballader: "I'm Falling in Love Tonight" och "They Remind Me Too Much of You".
Musikskribenten Shane Brown menade att It Happened at the World's Fair var Elvis dittills mest nedslående album. Visserligen sjöng Elvis fortfarande bra, hävdade Brown, men helhetsintrycket drogs ner av den låga kvaliteten på låtmaterialet. Den enda låt han menade höjde sig över mängden var den vackra "They Remind Me Too Much of You", som han lyfte fram som albumets enda verkliga höjdpunkt.

## Försäljning
It Happened at the World's Fair sålde initialt knappt 300 000 exemplar i USA. Det var bara hälften av försäljningen av dess direkta föregångare, Girls! Girls! Girls!.

## Låtlistor
It Happened at the World's Fair

### 1962, originalutgåvan
| 1. | Beyond the Bend                | Fred Wise, Ben Weisman, Dolores Fuller | 22 september 1962 | 1:50 |
| 2. | Relax                          | Sid Tepper, Roy C. Bennett             | 30 augusti 1962   | 2:18 |
| 3. | Take Me to the Fair            | Sid Tepper, Roy C. Bennett             | 22 september 1962 | 1:34 |
| 4. | They Remind Me Too Much of You | Don Robertson                          | 22 september 1962 | 2:30 |
| 5. | One Broken Heart for Sale      | Otis Blackwell, Winfield Scott         | 22 september 1962 | 1:34 |

| 1.           | I'm Falling in Love Tonight | Don Robertson                          | 22 september 1962 | 1:40  |
| 2.           | Cotton Candy Land           | Ruth Batchelor, Bob Roberts            | 22 september 1962 | 1:33  |
| 3.           | A World of Our Own          | Bill Giant, Bernie Baum, Florence Kaye | 22 september 1962 | 2:14  |
| 4.           | How Would You Like to Be?   | Ben Raleigh, Mark Barkan               | 22 september 1962 | 3:26  |
| 5.           | Happy Ending                | Ben Weisman, Sid Wayne                 | 30 augusti 1962   | 2:08  |
| Total längd: | Total längd:                | Total längd:                           | Total längd:      | 20:13 |

### 2003,Follow That Dream-utgåvan
| 1.           | Beyond the Bend                                  | Fred Wise, Ben Weisman, Dolores Fuller | 22 september 1962 | 1:53  |
| 2.           | Relax                                            | Sid Tepper, Roy C. Bennett             | 30 augusti 1962   | 2:25  |
| 3.           | Take Me to the Fair                              | Sid Tepper, Roy C. Bennett             | 22 september 1962 | 1:37  |
| 4.           | They Remind Me Too Much of You                   | Don Robertson                          | 22 september 1962 | 2:33  |
| 5.           | One Broken Heart for Sale                        | Otis Blackwell, Winfield Scott         | 22 september 1962 | 1:40  |
| 6.           | I'm Falling in Love Tonight                      | Don Robertson                          | 22 september 1962 | 1:43  |
| 7.           | Cotton Candy Land                                | Ruth Batchelor, Bob Roberts            | 22 september 1962 | 1:36  |
| 8.           | A World of Our Own                               | Bill Giant, Bernie Baum, Florence Kaye | 22 september 1962 | 2:17  |
| 9.           | How Would You Like to Be                         | Ben Raleigh, Mark Barkan               | 22 september 1962 | 3:30  |
| 10.          | Happy Ending                                     | Ben Weisman, Sid Wayne                 | 30 augusti 1962   | 2:13  |
| 11.          | One Broken Heart for Sale (takes 2, 3, 1)        | Otis Blackwell, Winfield Scott         | 22 september 1962 | 4:13  |
| 12.          | They Remind Me Too Much of You (take 1)          | Don Robertson                          | 22 september 1962 | 2:36  |
| 13.          | I'm Falling in Love Tonight (takes 1–4)          | Don Robertson                          | 22 september 1962 | 3:18  |
| 14.          | Beyond the Bend (takes 1, 2)                     | Fred Wise, Ben Weisman, Dolores Fuller | 22 september 1962 | 3:34  |
| 15.          | Cotton Candy Land (takes 1, 2, 4)                | Ruth Batchelor, Bob Roberts            | 22 september 1962 | 2:37  |
| 16.          | How Would You Like to Be (take 2)                | Ben Raleigh, Mark Barkan               | 22 september 1962 | 3:37  |
| 17.          | They Remind Me Too Much of You (take 4)          | Don Robertson                          | 22 september 1962 | 2:33  |
| 18.          | Beyond the Bend (take 3)                         | Fred Wise, Ben Weisman, Dolores Fuller | 22 september 1962 | 2:00  |
| 19.          | Take Me to the Fair (takes 4–7)                  | Sid Tepper, Roy C. Bennett             | 22 september 1962 | 3:56  |
| 20.          | I'm Falling in Love Tonight (take 6)             | Don Robertson                          | 22 september 1962 | 1:59  |
| 21.          | They Remind Me Too Much of You (takes 6, 7)      | Don Robertson                          | 22 september 1962 | 2:47  |
| 22.          | Relax (takes 5–7)                                | Sid Tepper, Roy C. Bennett             | 30 augusti 1962   | 2:49  |
| 23.          | Happy Ending (takes 4–6)                         | Ben Weisman, Sid Wayne                 | 30 augusti 1962   | 3:38  |
| 24.          | Take Me to the Fair (August master from acetate) | Sid Tepper, Roy C. Bennett             | 22 september 1962 | 1:32  |
| Total längd: | Total längd:                                     | Total längd:                           | Total längd:      | 62:36 |

## Medverkande
Uppgifterna, hämtade från Keith Flynn och Ernst Jørgensen, avser inspelningar gjorda i Radio Recorders studio B i Hollywood, Kalifornien, den 30 augusti 1962 och den 22 september 1962.

- Elvis Presley – sång.
- Scotty Moore – gitarr.
- Billy Strange – gitarr.
- Hilmer J. "Tiny" Timbrell – gitarr.
- Ray Siegel – bas.
- D. J. Fontana – trummor.
- Frank Carlson – trummor.
- Don Robertson – piano och orgel.
- Dudley Brooks – piano och orgel.
- Clifford Scott – saxofon och klarinett.
- The Jordanaires (Gordon Stoker, Neal Matthews, Hoyt Hawkins och Ray Walker) – bakgrundssång vid inspelningarna av "Happy Ending" och "Relax".
- The Mello Men (Thurl Ravenscroft, Bill Lee, Bill Cole och Max Smith) – bakgrundssång vid inspelningarna av alla låtar utom "Happy Ending" och "Relax".
- Leith Stevens – musikalisk ledare för MGM.
- Dave Wiechman – ljudtekniker.

## Topplistor
|  |

|  |

|  |

|  |

| Lista (1963)                     | Högsta position |
| Storbritannien (UK Albums Chart) | 4               |
| USA Billboard Top LP's           | 4               |
| USA Cash Box Top 150 Albums      | 7               |